# Pitchfork Media
Pitchfork Media, meestal afgekort tot Pitchfork is een Amerikaans muziekwebzine, met dagelijkse recensies, nieuwsberichten en interviews. Pitchfork richt zich hoofdzakelijk op indie-muziek, in de breedste zin van het woord. Naast gerenommeerde bladen als de Rolling Stone, NME en het Spaanse Rockdalux geldt deze website voor muziekliefhebbers van alternatieve muziek als invloedrijkste journalistieke bron vanwege hun onafhankelijke positie ten opzichte van de grote platenmaatschappijen en multinational concertorganisaties als Mojo. De recensies in de jaren 90 en jaren 00 waren in staat om carrières sterk te beïnvloeden.
Het magazine heeft vaak een belangrijke rol bij het promoten van onbekende bands en zou onder meer bands als Arcade Fire, Modest Mouse en Broken Social Scene bij een groot publiek bekend hebben gemaakt.

## Bezoekersaantallen
In 2006 had de website 150.000 bezoekers per dag. In 2013 trok Pitchfork volgens eigen statistieken 43 miljoen pageviews per maand.